# پودولی (ناحیه ژدار ناد سازاوو)
پودولی (به چکی: Podolí) یک منطقهٔ مسکونی در جمهوری چک است که در ناحیه ژدار ناد سازاووو واقع شده‌است. پودولی ۲٫۵ کیلومتر مربع مساحت و ۹۳ نفر جمعیت دارد و ۵۳۲ متر بالاتر از سطح دریا واقع شده‌است. 